# Sheri Liao
Sheri Liao (ou Liao Xiaoyi) est une écologiste, philosophe, journaliste et productrice de documentaires chinoise. Elle a fondé le Global Village of Beijing. En 2009, elle a reçu le titre de Hero of the Environment décerné par le magazine Time.